# 9915 Potanin
9915 Potanin è un asteroide della fascia principale. Scoperto nel 1977, presenta un'orbita caratterizzata da un semiasse maggiore pari a 2,9457316 UA e da un'eccentricità di 0,1858278, inclinata di 3,20047° rispetto all'eclittica.